# Jordan Fry
Jordan Paul Fry, né le 7 juin 1993 à Spokane, État de Washington, est un acteur américain.

## Biographie
Jordan Fry était un jeune athlète turbulent vivant dans une petite ville rurale dans le centre de Washington. Il commença sa carrière d'acteur en interprétant le rôle de Mike Teavee, l'accro à la télévision et aux jeux vidéo dans Charlie et la Chocolaterie de Tim Burton. Puis Jordan a joué dans Raising Flagg en 2007. La même année, il a doublé le personnage de Lewis dans le film d'animation Bienvenue chez les Robinson. Il interpréta en 2012 le rôle de Jock dans Disparue (Gone).

## Filmographie

### Cinéma

#### Longs métrages
- 2005 : Charlie et la Chocolaterie de Tim Burton : Mike Teavee
- 2007 : Raising Flagg : Porter Puddy
- 2010 : The Journey de Tim Lowry : Kyle
- 2012 : Disparue (Gone) de Heitor Dhalia : Jock
- 2017 : Byrd and the Bees de Finola Hughes : Ewan

#### Courts métrages
- 2011 : An International Love Story : Josef

### Doublage
- 2005 : Charlie et la Chocolaterie (jeu vidéo) : Mike Teavee
- 2007 : Bienvenue chez les Robinson : Lewis